# Esgrima nos Jogos Olímpicos de Verão de 2020
As competições de esgrima nos Jogos Olímpicos de Verão de 2020 foram disputadas no Makuhari Messe, em Tóquio, com 12 eventos em disputa, seis a cada gênero. Originalmente agendada para o período de 25 de julho a 2 de agosto de 2020, as disputas foram adiada devido à pandemia da COVID-19 e remarcadas ao período entre 24 de julho a 1 de agosto de 2021.
Pela primeira nos Jogos Olímpicos, todos os eventos individuais e por equipes em todas as armas (espada, florete e sabre) foram realizados para ambos os gêneros, encerrando a rotação das provas por equipes que vigorava desde 2004.

## Qualificação
Havia 212 vagas disponíveis para a esgrima nos Jogos de 2020. A qualificação foi baseada no ranking oficial da Federação Internacional de Esgrima de 5 de abril de 2021, com as vagas adicionais disponíveis em quatro torneios zonais de qualificação.
Para os eventos por equipe, oito equipes se qualificaram para cada competição. Cada equipe deveria ser composta por no mínimo três esgrimistas. As quatro equipes melhores ranqueadas estavam automaticamente classificadas, seguidas das melhores classificadas de cada zona (África, Américas, Europa e Ásia-Oceania), contanto que estivessem entre as 16 melhores do ranking. Se uma região não tivesse equipes posicionadas entre a 5ª e a 16ª posição, a próxima nação do ranking ainda não qualificada ficaria com a vaga, independente da região.
Para os eventos individuais, os três esgrimistas das equipes qualificadas estariam automaticamente habilitados para a competição individual. Seis outras vagas foram distribuídas através do ranking (excluindo os esgrimistas de equipes qualificadas e considerando apenas o melhor esgrimista de cada país): os dois melhores esgrimistas da Europa e da Ásia-Oceania, além do melhor das Américas e da África. Quatro vagas adicionais (uma por região) foram entregues através de torneios de qualificação zonais; apenas nações sem um esgrimista classificado num determinado evento estavam disponíveis para disputar essas vagas de qualificação. Como país-sede, o Japão teve no mínimo oito vagas garantidas.

## Calendário
As competições de esgrima foram realizados ao longo de nove dias, iniciando com o sabre individual masculino e a espada individual feminino em 24 de julho de 2021 e finalizando com o florete por equipes masculino, em 1 de agosto.
| P | Preliminares | QF | Quartas de final | SF | Semifinais | F | Final |

| M | Manhã | N | Noite |

| Data →                        | 24 jul | 24 jul | 24 jul | 24 jul | 25 jul | 25 jul | 25 jul | 25 jul | 26 jul | 26 jul | 26 jul | 26 jul | 27 jul | 27 jul | 27 jul | 27 jul | 28 jul | 28 jul | 28 jul | 28 jul | 29 jul | 29 jul | 29 jul | 29 jul | 30 jul | 30 jul | 30 jul | 30 jul | 31 jul | 31 jul | 31 jul | 31 jul | 1 ago | 1 ago | 1 ago | 1 ago |
| Evento ↓                      | M      | M      | N      | N      | M      | M      | N      | N      | M      | M      | M      | M      | M      | M      | N      | N      | M      | M      | N      | N      | M      | M      | N      | N      | M      | M      | N      | N      | M      | M      | N      | N      | M     | M     | M     | M     |
| ----------------------------- | ------ | ------ | ------ | ------ | ------ | ------ | ------ | ------ | ------ | ------ | ------ | ------ | ------ | ------ | ------ | ------ | ------ | ------ | ------ | ------ | ------ | ------ | ------ | ------ | ------ | ------ | ------ | ------ | ------ | ------ | ------ | ------ | ----- | ----- | ----- | ----- |
| Espada individual masculino   |        |        |        |        | P      | QF     | SF     | F      |        |        |        |        |        |        |        |        |        |        |        |        |        |        |        |        |        |        |        |        |        |        |        |        |       |       |       |       |
| Espada por equipes masculino  |        |        |        |        |        |        |        |        |        |        |        |        |        |        |        |        |        |        |        |        |        |        |        |        | P      | QF     | SF     | F      |        |        |        |        |       |       |       |       |
| Florete individual masculino  |        |        |        |        |        |        |        |        | P      | QF     | SF     | F      |        |        |        |        |        |        |        |        |        |        |        |        |        |        |        |        |        |        |        |        |       |       |       |       |
| Florete por equipes masculino |        |        |        |        |        |        |        |        |        |        |        |        |        |        |        |        |        |        |        |        |        |        |        |        |        |        |        |        |        |        |        |        | P     | QF    | SF    | F     |
| Sabre individual masculino    | P      | QF     | SF     | F      |        |        |        |        |        |        |        |        |        |        |        |        |        |        |        |        |        |        |        |        |        |        |        |        |        |        |        |        |       |       |       |       |
| Sabre por equipes masculino   |        |        |        |        |        |        |        |        |        |        |        |        |        |        |        |        | P      | QF     | SF     | F      |        |        |        |        |        |        |        |        |        |        |        |        |       |       |       |       |
| Espada individual feminino    | P      | QF     | SF     | F      |        |        |        |        |        |        |        |        |        |        |        |        |        |        |        |        |        |        |        |        |        |        |        |        |        |        |        |        |       |       |       |       |
| Espada por equipes feminino   |        |        |        |        |        |        |        |        |        |        |        |        | P      | QF     | SF     | F      |        |        |        |        |        |        |        |        |        |        |        |        |        |        |        |        |       |       |       |       |
| Florete individual feminino   |        |        |        |        | P      | QF     | SF     | F      |        |        |        |        |        |        |        |        |        |        |        |        |        |        |        |        |        |        |        |        |        |        |        |        |       |       |       |       |
| Florete por equipes feminino  |        |        |        |        |        |        |        |        |        |        |        |        |        |        |        |        |        |        |        |        | P      | QF     | SF     | F      |        |        |        |        |        |        |        |        |       |       |       |       |
| Sabre individual feminino     |        |        |        |        |        |        |        |        | P      | QF     | SF     | F      |        |        |        |        |        |        |        |        |        |        |        |        |        |        |        |        |        |        |        |        |       |       |       |       |
| Sabre por equipes feminino    |        |        |        |        |        |        |        |        |        |        |        |        |        |        |        |        |        |        |        |        |        |        |        |        |        |        |        |        | P      | QF     | SF     | F      |       |       |       |       |

## Nações participantes

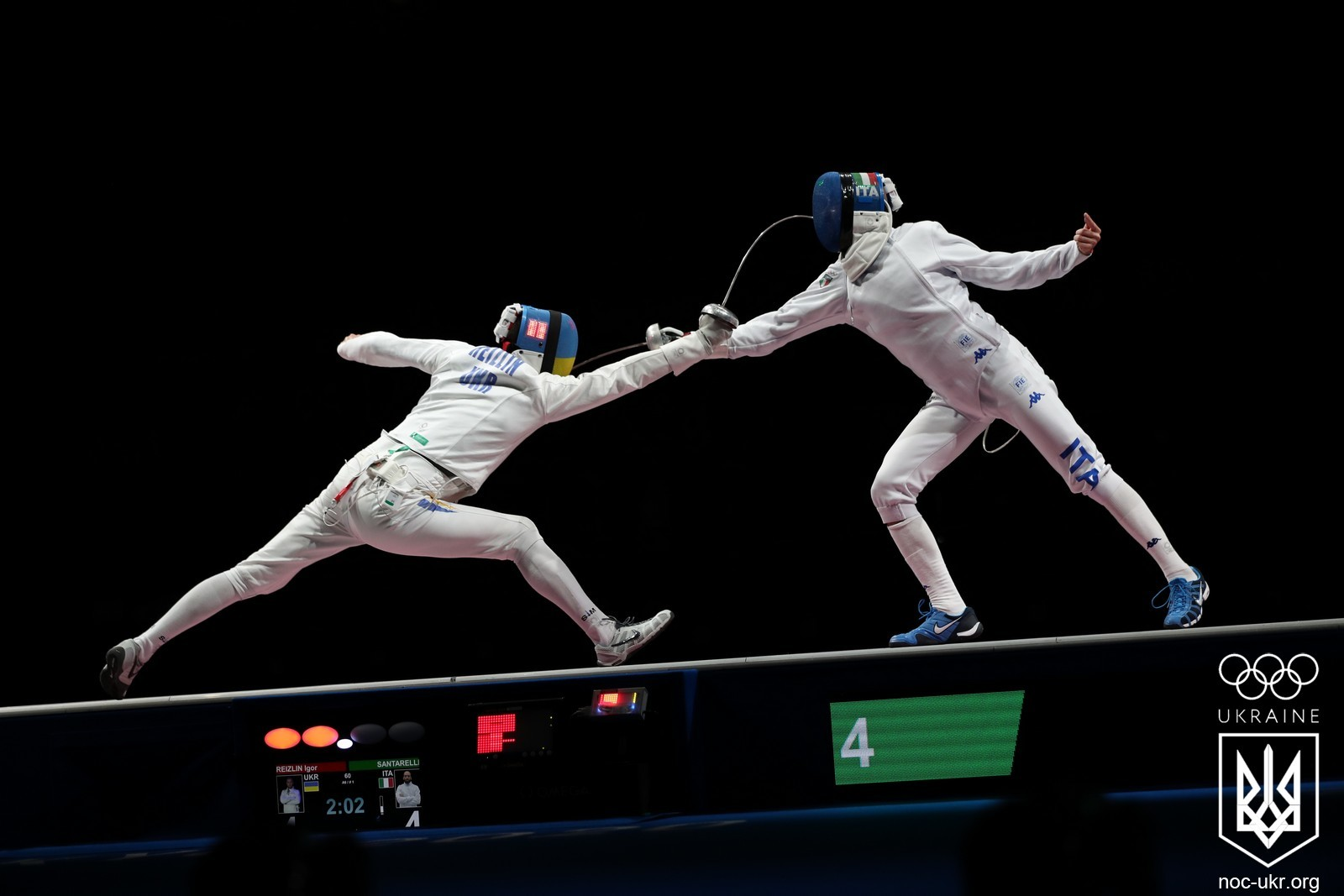
Uma das disputas na espada individual masculino

Ao todo, 42 Comitês Olímpicos Nacionais tiveram atletas qualificados em ao menos um evento. Entre parênteses encontra-se representada a quantidade de atletas.
- GER Alemanha (9)
- ALG Argélia (4)
- ARG Argentina (1)
- AZE Azerbaijão (1)
- BRA Brasil (2)
- CAN Canadá (11)
- KAZ Cazaquistão (1)
- CHI Chile (1)
- CHN China (14)
- COL Colômbia (1)
- KOR Coreia do Sul (18)
- EGY Egito (14)
- ESP Espanha (1)
- USA Estados Unidos (23)
- EST Estônia (4)
- FRA França (18)
- GEO Geórgia (1)
- GBR Grã-Bretanha (1)
- GRE Grécia (1)
- HKG Hong Kong (8)
- HUN Hungria (13)
- IND Índia (1)
- IRI Irã (4)
- ITA Itália (24)
- JPN Japão (21)
- MAR Marrocos (1)
- MEX México (1)
- NED Países Baixos (1)
- PER Peru (1)
- POL Polônia (5)
- KGZ Quirguistão (1)
- CZE República Checa (2)
- ROC ROC (26)
- ROU Romênia (2)
- SEN Senegal (1)
- SGP Singapura (2)
- SUI Suíça (4)
- TUN Tunísia (8)
- TUR Turquia (1)
- UKR Ucrânia (6)
- UZB Uzbequistão (3)
- VEN Venezuela (2)

## Medalhistas
Masculino
| Evento                       | Ouro                                                                 | Prata                                                                 | Bronze                                                                         |
| ---------------------------- | -------------------------------------------------------------------- | --------------------------------------------------------------------- | ------------------------------------------------------------------------------ |
| Espada individual detalhes   | Romain Cannone FRA França                                            | Gergely Siklósi HUN Hungria                                           | Ihor Reizlin UKR Ucrânia                                                       |
| Espada por equipes detalhes  | Koki Kano Kazuyasu Minobe Masaru Yamada Satoru Uyama JPN Japão       | Sergey Bida Sergey Khodos Pavel Sukhov Nikita Glazkov ROC             | Park Sang-young Ma Se-geon Song Jae-ho Kweon Young-jun KOR Coreia do Sul       |
| Florete individual detalhes  | Cheung Ka Long HKG Hong Kong                                         | Daniele Garozzo ITA Itália                                            | Alexander Choupenitch CZE República Checa                                      |
| Florete por equipes detalhes | Enzo Lefort Erwann Le Péchoux Julien Mertine Maxime Pauty FRA França | Anton Borodachev Kirill Borodachev Vladislav Mylnikov Timur Safin ROC | Race Imboden Nick Itkin Alexander Massialas Gerek Meinhardt USA Estados Unidos |
| Sabre individual detalhes    | Áron Szilágyi HUN Hungria                                            | Luigi Samele ITA Itália                                               | Kim Jung-hwan KOR Coreia do Sul                                                |
| Sabre por equipes detalhes   | Oh Sang-uk Kim Jun-ho Kim Jung-hwan Gu Bon-gil KOR Coreia do Sul     | Luca Curatoli Luigi Samele Enrico Berrè Aldo Montano ITA Itália       | Áron Szilágyi András Szatmári Tamás Decsi Csanád Gémesi HUN Hungria            |

Feminino
| Evento                       | Ouro                                                                           | Prata                                                                | Bronze                                                                      |
| ---------------------------- | ------------------------------------------------------------------------------ | -------------------------------------------------------------------- | --------------------------------------------------------------------------- |
| Espada individual detalhes   | Sun Yiwen CHN China                                                            | Ana Maria Brânză ROU Romênia                                         | Katrina Lehis EST Estônia                                                   |
| Espada por equipes detalhes  | Julia Beljajeva Irina Embrich Erika Kirpu Katrina Lehis EST Estônia            | Choi In-jeong Kang Young-mi Lee Hye-in Song Se-ra KOR Coreia do Sul  | Rossella Fiamingo Federica Isola Mara Navarria Alberta Santuccio ITA Itália |
| Florete individual detalhes  | Lee Kiefer USA Estados Unidos                                                  | Inna Deriglazova ROC                                                 | Larisa Korobeynikova ROC                                                    |
| Florete por equipes detalhes | Inna Deriglazova Larisa Korobeynikova Marta Martyanova Adelina Zagidullina ROC | Anita Blaze Astrid Guyart Pauline Ranvier Ysaora Thibus FRA França   | Martina Batini Erica Cipressa Arianna Errigo Alice Volpi ITA Itália         |
| Sabre individual detalhes    | Sofia Pozdniakova ROC                                                          | Sofya Velikaya ROC                                                   | Manon Brunet FRA França                                                     |
| Sabre por equipes detalhes   | Olga Nikitina Sofia Pozdniakova Sofya Velikaya ROC                             | Sara Balzer Cécilia Berder Manon Brunet Charlotte Lembach FRA França | Choi Soo-yeon Kim Ji-yeon Seo Ji-yeon Yoon Ji-su KOR Coreia do Sul          |

## Quadro de medalhas
País sede destacado
| Ordem | País                | Medalha de ouro | Medalha de prata | Medalha de bronze |    | Ordem por total |
| ----- | ------------------- | --------------- | ---------------- | ----------------- | -- | --------------- |
| 1     | ROC                 | 3               | 4                | 1                 | 8  | 1               |
| 2     | FRA França          | 2               | 2                | 1                 | 5  | 2               |
| 3     | KOR Coreia do Sul   | 1               | 1                | 3                 | 5  | 2               |
| 4     | HUN Hungria         | 1               | 1                | 1                 | 3  | 5               |
| 5     | EST Estônia         | 1               |                  | 1                 | 2  | 6               |
|       | USA Estados Unidos  | 1               |                  | 1                 | 2  | 6               |
| 7     | CHN China           | 1               |                  |                   | 1  | 8               |
|       | HKG Hong Kong       | 1               |                  |                   | 1  | 8               |
|       | JPN Japão           | 1               |                  |                   | 1  | 8               |
| 10    | ITA Itália          |                 | 3                | 2                 | 5  | 2               |
| 11    | ROU Romênia         |                 | 1                |                   | 1  | 8               |
| 12    | CZE República Checa |                 |                  | 1                 | 1  | 8               |
|       | UKR Ucrânia         |                 |                  | 1                 | 1  | 8               |
| TOTAL | TOTAL               | 12              | 12               | 12                | 36 | —               |